# 詹姆斯城县
詹姆斯城縣（英語：James City County），旧称詹姆斯城郡（James City Shire），是美国維吉尼亞州的一个县，位于維吉尼亞半岛中部。2020年人口普查，人口78,254人。
詹姆士城县隶属于弗吉尼亚海滩-诺福克-纽波特纽斯都会圈内，县治为威廉斯堡独立市（并不隶属于该县管辖）。2007年，该县的家庭收入中位数为70487美元。
詹姆士城县的历史可以追溯到1607年首批英国殖民者抵达北美时建立的詹姆斯镇。1634年，查理一世国王设立了詹姆士城郡。詹姆斯城县是弗吉尼亚现存的、保留最初边界的五个县之一。2007年县内的詹姆士镇迎来了400周年庆典。
县内有大量历史古迹，包括知名的詹姆斯镇遗址，亦有不少观光景点，例如布希主题公园、威廉斯堡陶艺工厂等。旅游业和高新技术是当地最主要的产业。威廉与玛丽学院、托马斯·杰斐逊国家加速器装置以及众多的国防承包商，使该地区成为科学家和工程师集中地区。

## 歷史

### 17世纪和18世纪
17世纪初，英格兰持续同西班牙交战，王室急需资金支援战争。英王詹姆士一世便向伦敦的弗吉尼亚公司授予宪章，准许它在北美的弗吉尼亚建立其殖民地。1606年12月，公司的三艘帆船从伦敦起锚，由克里斯托弗·纽波特船长带队。船队抵达亨利角（Cape Henry）后，英国人决定在距离海岸线40英里（约64公里）寻找一处定居点，以避免欧洲其他国家的殖民者的偷袭。1607年，弗吉尼亚殖民地和詹姆斯镇（Jamestown）正式建立。英国殖民者们沿着詹姆士河先后勘查并殖民了汉普顿路地区。
最初的5年对殖民者而言非常艰苦：他们中的大部分都亡故了。1612年，約翰·羅爾夫将烟草带入弗吉尼亚殖民地并尝试种植，为当地带来了客观的收益。
1619年，弗吉尼亚公司的新领导人桑迪斯爵士（Sir Edwin Sandys）颁布了新规定以刺激来自英国本土的投资和移民。由殖民地总督雅德利（Sir George Yeardley）主持的市民议会（弗吉尼亚州议会的前身）是北美殖民地首个代表机构。同年，殖民地和下属的种植园被重新划成四个城镇（incorporations）：伊丽莎白城、詹姆斯城、查尔斯城和昂立克城。每座城镇都包含了相当大的地域。比如伊丽莎白城就包括了詹姆士河两岸的土地甚至一部分弗吉尼亚东海岸的区域。詹姆斯城横跨整个弗吉尼亚半岛，从詹姆斯河一直延伸到约克河。弗吉尼亚殖民地的首都詹姆斯镇就其辖区内的一座岛上。这些城镇下又细分了很多土地供人购买。
与此同时，殖民者在詹姆士城的领地的东南端的格洛夫（Grove）修筑了一个带工事的定居点沃尔斯滕霍尔姆镇（Wolstenholme Towne）。1622年的印第安人大屠杀使得镇内人口大减。虽然镇子后来被重建，但是最终在1643年被遗弃。1753年时，这片土地成为了卡特的格洛夫种植园的一部分。1976年的一次考古发掘中，考古学家在格洛夫发现了旧镇的遗迹。
1624年，弗吉尼亚公司的宪章到期失效，英国王室将弗吉尼亚纳为皇家殖民地。1634年，英王重新划分了殖民地的内部边界，新设立了8个郡。当时的弗吉尼亚仅有5000人左右。詹姆斯城郡在此时成立，以纪念英王查理一世的父亲詹姆士一世。到了1642年或43年时，詹姆斯城郡改名为詹姆斯城县。
1632年，殖民者在半岛中央的高地上修建了中央种植园，以抵御来自印第安人的攻击。1634年，人们修建了南北走向横跨半岛的篱笆以保护半岛南部的殖民地，中央种植园恰好在篱笆中部的位置。1693年2月，在经过数年的努力后，当地牧师詹姆士·布莱尔成功从英王威廉三世处获得宪章成立威廉与玛丽学院。这是英属北美殖民地第二古老的高等教育学院，仅次于1636年建立的哈佛大学。
1698年，詹姆斯镇在叛乱中被焚毁，弗吉尼亚政府被迫临时迁都中央种植园。很快，中央种植园被重命名为威廉斯堡，以纪念威廉三世。威廉斯堡与1722年获得市镇地位，并成为弗吉尼亚的最大城市，但行政上仍隶属于詹姆斯镇县。
1780年，美国革命时期为防止英军进攻，弗吉尼亚将首府迁往里士满。在1781年约克镇战役前夕，在詹姆斯镇县内爆发了绿泉战役（Battle of Green Spring），英军在康沃利斯侯爵的带领下小胜美军。

### 19世纪和20世纪
美国内战爆发后，弗吉尼亚加入了南部邦联对抗北军。1862年半岛战役期间，威廉斯堡战役在约克县和詹姆士城县打响。南军在詹姆斯城县内修筑了玛格鲁德堡（Fort Magruder）。战后，切萨皮克和俄亥俄铁路经詹姆斯城县和威廉斯堡南延到纽波特纽斯的煤炭码头。仅在詹姆斯城县境内就修有7个火车站（包括威廉斯堡站）。
1871年弗吉尼亚修改宪法对行政区域进行重新规定。1884年，威廉斯堡作为新设立的独立市从詹姆斯城县内划出。虽然行政上不再隶属县管，威廉斯堡的公立学校系统、法院、州议会和国会议员仍与詹姆斯县共享。
20世纪初期，洛克菲勒家族主持的威廉斯堡地区的修复工作重振了地方经济。大量游客被吸引到詹姆斯城县和威廉斯堡观光。

## 教育

### 基础教育
詹姆斯城县-威廉斯堡公立学校系统（W-JCC Public Schools）统管当地的公立中小学。该系统内一共有15所学校。县内还有几所私立学校，例如天主教会的沃辛罕学院（Walsingham Academy）、威廉斯堡基督教学院、威廉斯堡蒙特梭利学校和普罗维登斯古典学校。

### 高等教育
托马斯·尼尔逊社区学院（Thomas Nelson Community College）坐落于县内的赖特福德（Lightfoot）地区。
威廉与玛丽学院的主校区位于威廉斯堡市，但一部分設施則位于詹姆斯市县内。

## 交通
美國64號州際公路、60號州道沿東西方向從詹姆斯城縣內穿過，縣西45英里處是貫通東海岸的95號州際公路。
值得注意的是，連接縣內的格洛夫和紐波特紐斯的60號州道經常出現交通擁堵，因為作為工業區的格洛夫經常有大量的卡車進出。在駛入64號州際公路之前，這些卡車需要以較低的速度在州道上駛過一段約4英里長的距離，期間還需要避讓校車。
经过县域的主要道路有：

| - 64號州際公路 - 60號美國國道 - 5號維吉尼亞州州道 - 30號維吉尼亞州州道 | - 31號維吉尼亞州州道 - 143號維吉尼亞州州道 - 199號維吉尼亞州州道 - 321號維吉尼亞州州道 | - 322號維吉尼亞州州道 - 681號維吉尼亞州州道 - 5000號維吉尼亞州州道 |

### 公共交通
詹姆斯城的巴士服務由威廉斯堡地區運輸署（WATA）提供，巴士總站位於威廉斯堡市區的運輸樞紐內。美鐵和城際灰狗巴士均停靠威廉斯堡樞紐站。
距離詹姆斯城縣最近的是位于纽波特纽斯境内的威廉斯堡-紐波特紐斯国际機場，其他的主要地区机场还有里士满国际机场和诺福克国际机场。这些机场均有前往美国主要城市和枢纽机场的航班。

## 人口
| 调查年                                                      | 人口   | 备注  | %±     |
| ----------------------------------------------------------- | ------ | ----- | ------ |
| 1790                                                        | 4,070  |       | —      |
| 1800                                                        | 3,931  |       | −3.4%  |
| 1810                                                        | 4,094  |       | 4.1%   |
| 1820                                                        | 4,563  |       | 11.5%  |
| 1830                                                        | 3,838  |       | −15.9% |
| 1840                                                        | 3,779  |       | −1.5%  |
| 1850                                                        | 4,020  |       | 6.4%   |
| 1860                                                        | 5,798  |       | 44.2%  |
| 1870                                                        | 4,425  |       | −23.7% |
| 1880                                                        | 5,422  |       | 22.5%  |
| 1890                                                        | 5,643  |       | 4.1%   |
| 1900                                                        | 3,688  |       | −34.6% |
| 1910                                                        | 3,624  |       | −1.7%  |
| 1920                                                        | 3,676  |       | 1.4%   |
| 1930                                                        | 3,879  |       | 5.5%   |
| 1940                                                        | 4,907  |       | 26.5%  |
| 1950                                                        | 6,317  |       | 28.7%  |
| 1960                                                        | 11,539 |       | 82.7%  |
| 1970                                                        | 17,853 |       | 54.7%  |
| 1980                                                        | 22,763 |       | 27.5%  |
| 1990                                                        | 34,859 |       | 53.1%  |
| 2000                                                        | 48,102 |       | 38.0%  |
| 2010                                                        | 67,009 |       | 39.3%  |
| 2020                                                        | 78,254 |       | 16.8%  |
| 2021年估计                                                  | 79,882 | [ 2 ] | 2.1%   |
| U.S. Decennial Census 1790-19601900-1990 1990-20002010-2020 |        |       |        |

### 2020年人口普查
| Race / Ethnicity         | 2010人数 | 2020人数 | % 2010  | % 2020  |
| ------------------------ | -------- | -------- | ------- | ------- |
| 白人 (NH)                | 52,049   | 56,647   | 77.67%  | 72.39%  |
| 非裔 (NH)                | 8,662    | 9,832    | 12.93%  | 12.56%  |
| 原住民 (NH)              | 173      | 165      | 0.26%   | 0.21%   |
| 亚裔 (NH)                | 1,488    | 2,254    | 2.22%   | 2.88%   |
| 太平洋岛民 (NH)          | 54       | 48       | 0.08%   | 0.06%   |
| 其他族裔 (NH)            | 127      | 361      | 0.19%   | 0.46%   |
| 混合/多族裔 (NH)         | 1,432    | 3,748    | 2.14%   | 4.79%   |
| 西班牙/拉丁裔 (any race) | 3,024    | 5,199    | 4.51%   | 6.64%   |
| 合计                     | 67,009   | 78,254   | 100.00% | 100.00% |

2010年人口普查显示，詹姆斯城县的人口为67009人，共有19003户、13986个家庭。人口密度为337人/平方英里（130人/平方公里）。县域内共有20772个住房单位，平均每平方英里有145个。詹姆斯城县居民的种族构成为：80.3%欧裔美国人（不包括拉美裔）、13.1%非裔美国人、4.5%拉美裔、0.3%美国原住民、2.2%亚裔、0.1%太平洋岛裔、1.4%其他族裔和2.6%混合族裔。
在19003户人口中，30.5%有18岁以下的未成年人，61.8%是同居的夫妇，8.9%是独居的已婚或未婚妇女，26.4%尚未成家。21.4%的住户由单独一人构成，9%是65岁以上的独居老人。平均每户有2.47人，每家有2.86人。所有人口中，23.3%的人小于18岁，6.4%的人介乎18到24岁，27.3%的人介乎25到44岁，26.1%的人介乎45到64岁，16.8%的人大于65岁。年龄中位数为41岁。男女比例为93.9比100。

## 经济
詹姆斯城县内就业人口达33064人。县内最大的产业为医疗和社会援助（4365雇员）、零售业（4145人）和教育服务业（3857人）。每户平均年收入为80772美元。男性平均收入为74183美元，女性平均收入为55180美元。基尼系数为0.478，低于美国数据。7.49%的人口生活在贫困线以下。县内房产均价为328700美元。

## 政府
詹姆斯城县设一名行政官，目前是斯各特·史蒂夫斯。县议会下辖5个选区：伯克利选区、詹姆斯镇选区、波瓦坦选区、罗伯茨选区和石屋选区，每个选区由一名议员代表。
詹姆斯城县隶属弗吉尼亚参议院第3选区、众议院第96选区、美国众议院第1选区。

### 政治倾向
詹姆斯城县常年以来一直是共和党总统候选人的票仓，但2000年以后投给民主党候选人的选民逐步增多，令选举结果不再是一边倒，成为摇摆州。在2016年美国总统选举中，共和党候选人唐纳德·特朗普获得49.4%的选票，以微弱优势击败获得44.3%选票的民主党候选人希拉里·克林顿。2018年中期选举时，联邦参议院议员选举民主党候选人蒂姆·凯恩在县内大获全胜。2020年总统大选，民主党人乔·拜登以51.71％的选票击败共和党唐纳德·特朗普46.85％获胜，这是自从1968年大选民主党候选人首次取得多数胜利选票。

## 地理
根據美國人口調查局，縣的總面積是465平方公里，其中370平方公里是土地，95 km²，或20.47%是水。